# Ойында
Ойында (каз. рзд.Ойынды) — разъезд в Казалинском районе Кызылординской области Казахстана. Входит в состав Кумжиекского сельского округа. Код КАТО — 434443780.

## Население
В 1999 году население разъезда составляло 111 человек (59 мужчин и 52 женщины). По данным переписи 2009 года, в разъезде проживало 106 человек (55 мужчин и 51 женщина).